# Pusta reka
La Pusta reka, en serbe cyrillique Пуста река, est une rivière du sud de la Serbie. Elle a une longueur de 72 km. Elle est un affluent droit de la Južna Morava. La Pusta reka donne aussi son nom à la vallée qu'elle traverse.
La Pusta reka appartient au bassin versant de la mer Noire. Son propre bassin couvre une superficie de 569 km2. Elle n'est pas navigable.

## La rivière
La rivière prend sa source au nord-est de Prolom Banja, près du hameau de Sokolovica, sur le versant nord du mont Radan. On la connaît alors sous le nom de Golema reka.
Elle coule entre les monts Radan (au sud) et Pasjača (au nord), puis passe à Dobra Voda, Magaš, Brestovac et Velika Crkvica, avant d'atteindre le bourg de Bojnik où elle prend le nom de Pusta reka. À partir de Bojnik, la rivière s'oriente vers le nord. Elle passe à Dragovac, Pridvorica, Đinđuša, Lapotince, Kacabać, Kosančić, Donje Brijanje, Međa et Draškovac, avant de se jeter dans la Južna Morava près du village de Pukovac.
La région qu'elle traverse est principalement agricole, sauf à proximité de Bojnik.